# Diminețile oțelului
Diminețile oțelului este un film românesc din 1976 regizat de Nicolae Cabel.